# Islam en España

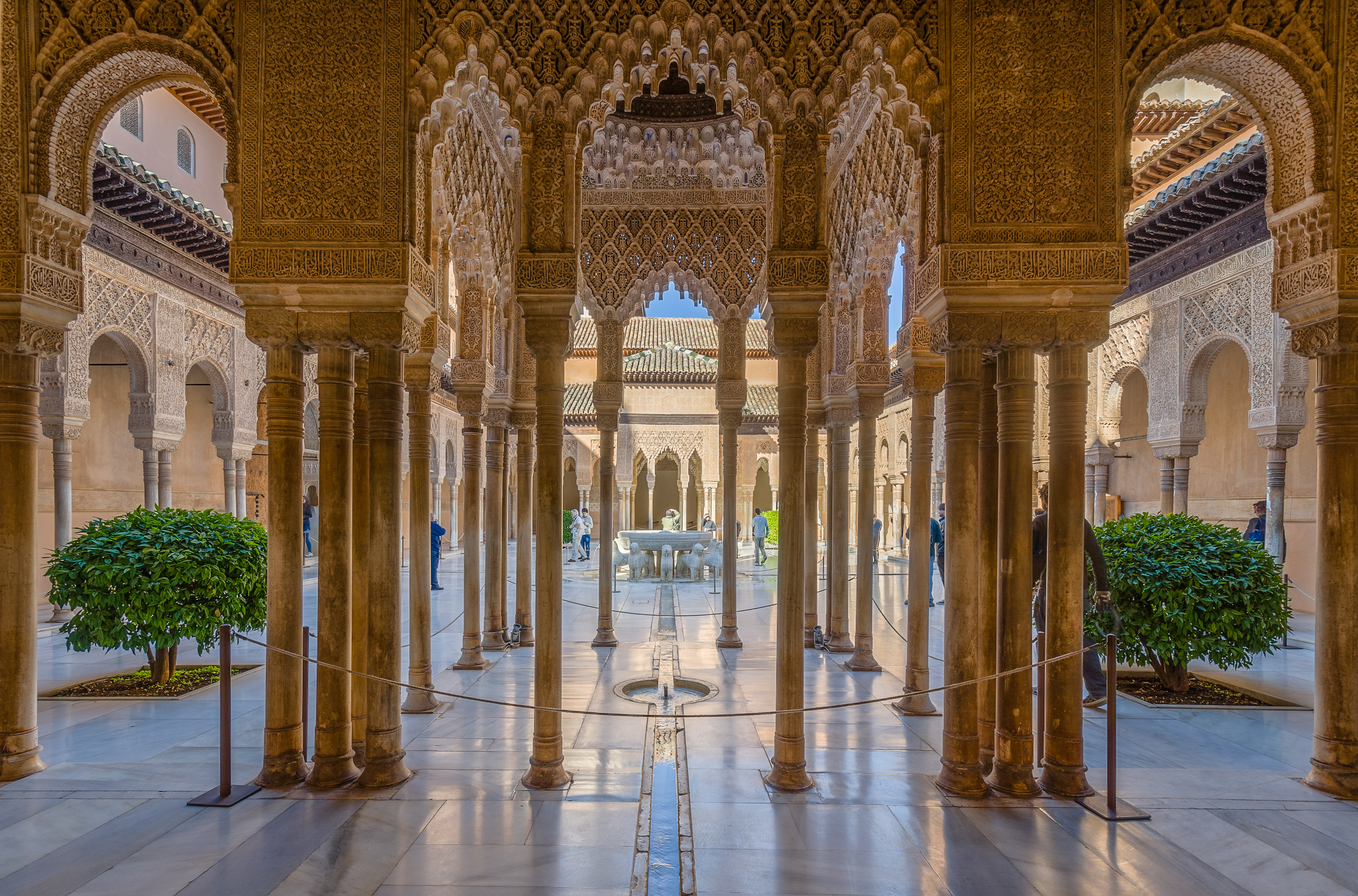
El Patio de los Leones, una de las muestras icónicas del arte nazarí en la Alhambra de Granada.

El islam es una religión que se extendió en la península ibérica desde el siglo VIII con la conquista omeya hasta su prohibición a mediados del siglo XVI por la Corona de Castilla y la expulsión de los moriscos en 1609. Por ello, el islam tuvo una presencia fundamental para la cultura (el arte, la arquitectura, el lenguaje), las ciencias y la historia de al-Ándalus y en numerosas cuestiones socioculturales de lo que finalmente se convirtió en España.
Actualmente, la población musulmana en España representa alrededor del 5 % del total, con más de 2,4 millones de personas. Este número ha ido en aumento en los últimos años y se espera que la tendencia continúe.
Aparte, aproximadamente el 45 % de los musulmanes en el país tienen nacionalidad española, mientras que el 55 % son inmigrantes, principalmente marroquíes (36 %).
Además, el islam fue reconocido por el Estado español como religión de notorio arraigo en el año 1989 y se firmaron en 1992 los Acuerdos de Cooperación entre el Estado y la Comisión Islámica de España, órgano creado en 1992 para representar a las comunidades islámicas en el territorio español.
Las comunidades autónomas con mayor presencia musulmana son Cataluña, Andalucía, Madrid y la Comunidad Valenciana. Las cifras pueden variar según la fuente y la metodología utilizada para su cálculo.

## Historia

### Al-Ándalus

#### Conquista Omeya de la península ibérica
Se conoce como Etapa Omeya de la península ibérica y específicamente a la conquista árabe de Hispania, al complejo proceso político y militar que a lo largo del siglo VIII explica la formación y consolidación del Emirato dependiente de Córdoba, así como la génesis de los principales reinos cristianos medievales peninsulares.
La conquista del reino visigodo por parte del Califato Omeya fue un proceso relativamente rápido, ya que en solo quince años se llegó a ocupar buena parte del actual territorio peninsular; desde el año 711 al 725, si bien lo que era el territorio peninsular del reino estaba completamente ocupado en el 720, tras diez años del inicio de la conquista. Dicha conquista, además de larga, requirió de constantes refuerzos militares, y de pactos con núcleos resistentes.
Aunque el proceso en total ocupó todo ese tiempo, la cronología no es exacta en cuanto a los años y las fechas, sino solo aproximada, pues las fuentes difieren entre sí, y los historiadores no se ponen de acuerdo. Hemos optado por una datación que siempre puede retrasarse en un año según qué historiador tomemos.
Además de estos años de conquista, hay que sumar los años anteriores que los árabes llevaban diseñándola, reconociendo el terreno, y preparando, al parecer, futuras alianzas. Lo largo de este proceso de conquista del reino visigodo se debe a varios motivos: lo escaso de las fuerzas musulmanas que los invadieron, las constantes luchas y levantamientos de sus aliados entre los visigodos, la orografía del territorio y la fuerte base de asentamiento social del anterior reino visigodo.
Sin embargo, la gran centralización política del reino, la inseguridad causada por bandas de esclavos fugitivos, el empobrecimiento de la hacienda real (especialmente durante el reinado de Witiza) y la pérdida de poder del rey frente a los nobles, fueron elementos que facilitaron la acción de los conquistadores.
Pero el factor quizás más importante fue la grave crisis demográfica del reino, que en los últimos veinticinco años había perdido más de un tercio de su población. Esto fue debido a las epidemias de peste y los años de sequía y hambre de finales del siglo VII, especialmente durante el reinado de Ervigio; y que se repitieron también con gran dureza bajo el de Witiza, el antecesor de Rodrigo.
Además, existía una fractura política importante entre dos grandes clanes político-familiares godos en su lucha por el trono, y que llevaba varios decenios dividiendo políticamente el reino y generando constantes problemas. De una parte estaba el clan gentilicio de Wamba-Égica, al que perteneció o al que estaba vinculado Witiza, y de otra el clan de Chindasvinto-Recesvinto, al que pertenecía Rodrigo. Esta situación dividió al estamento aristocrático-militar en dos facciones cada vez más irreconciliables; hasta el punto de considerar alguna historiografía a los witizanos como instigadores e incluso aliados, explícitos u oportunistas, de los conquistadores.[cita requerida]
Los conquistadores árabes también contaron con el apoyo de parte de la población judía, muy numerosa en la Bética, en la Galia Narbonense, y en toda la cuenca mediterránea. Estaba presente principalmente en los centros urbanos, destacando, entre otras, las comunidades de Narbona, Tarragona, Tortosa, Sagunto, Elche, Lucena, Elvira, Córdoba, Mérida, Zaragoza, Sevilla y de la capital, Toledo.
La ayuda que los judíos prestaron a los conquistadores se debió a que aquellos, en su mayoría conversos forzados pero fingidos, eran reiteradamente hostigados por la legislación visigoda (con algunas excepciones, como bajo los reyes Witerico y Suintila, y contra el criterio de obispos como San Isidoro, que los defendía). Y sabían, por lo que había ocurrido en el norte de África, que mejoraría su situación al recibir de los gobernantes árabes el mismo estatus que la población cristiana.
Pero además de los judíos étnicamente puros de la diáspora, en el norte de África había bereberes que profesaban el judaísmo por proselitismo y mestizaje, muchos de los cuales dieron apoyo a los árabes en su conquista, y se unieron a ellos (como muchos bereberes cristianos) por lazos de clientela.
Finalmente, las divisiones dinásticas internas entre los nobles visigodos sobre la sucesión de Witiza facilitaron aún más el desarrollo de la conquista.
De acuerdo con las fuentes conservadas, la conquista de la península por los musulmanes habría tenido lugar el año 711, una vez concluida la conquista militar musulmana de la mayor parte del norte de África, aprovechando de ella la arabización de los bereberes, a los que se acaba enrolando en el ejército para la próxima conquista, la península.
En aquel momento en el reino visigodo Roderic (conocido más tarde como Rodrigo) estaba luchando contra el hijo del antiguo rey Witiza, Agila II, y por tanto, el legítimo heredero. Rodrigo sería posiblemente en estos momentos un dux de la Bética mientras que Agila, asociado al trono, sería el dux de la Tarraconense.
En la primavera de 711 una expedición formada por unos 9000 hombres y mandada por Táriq Ibn Ziyad, gobernador de Tánger, entró en la península sin el conocimiento de Musa ibn Nusair, el gobernador árabe en Ifriqiyya, Túnez. Esta expedición surcaría el estrecho el 27 de abril de 711 y conquistaría Algeciras, donde Tariq aumentó el número de hombres y desde donde se enfrentó a Don Rodrigo el 19 de julio de 711, en la batalla de Guadalete, llamada así porque tradicionalmente se localizó junto al río Guadalete, aunque los últimos estudios la sitúan a orillas del río Guadarranque. Un año más tarde, y al saber la noticia, Musa cruzaría el estrecho para controlar las conquistas bereberes y del Imperio árabe.
En el año 711 caía la ciudad de Córdoba, al igual que la zona del estrecho de Gibraltar, la comarca de Córdoba, y la ruta hasta Toledo, con las retaguardias de Sevilla y Mérida, de donde podía proceder el peligro.
No obstante, los hechos se desarrollaron mejor de lo que Musa podía esperar. Las ciudades de Medina Sidonia, Carmona y Sevilla les recibieron casi sin lucha, se dice porque los partidarios de Rodrigo habían huido y predominaban los de Witiza o cuando menos los neutrales, pero probablemente fueron grupos hispanorromanos descontentos con el gobierno visigodo, quienes los recibían como a un pueblo civilizado y en cierto modo como una manera de cambiar el gobierno. Los partidarios de Rodrigo se concentraron en Mérida. Musa sitió la ciudad que resistió a los embates enemigos. Dieciséis meses necesitó para tomar la ciudad, que capituló el 30 de junio del 713. A la vez fueron tomados otros territorios, especialmente en el sudeste, como el Reino de Tudmir (Murcia, Alicante y otras comarcas de Andalucía y Albacete) gobernada por el duque visigodo Teodomiro, en este caso, por el hijo de Musa, Abd al-Aziz.
En este momento los musulmanes dominaban la Bética, una parte de Lusitania, parte de la Cartaginense y la Tarraconense Occidental. Es probable que durante el sitio de Mérida, Musa concertase acuerdos con los nobles godos de las ciudades, a los que garantizaba su mantenimiento en el poder, sus bienes y su religión, a cambio de que reconocieran la soberanía del califa. Los magnates godos que firmaron los tratados se obligaban a ser fieles y sinceros con el wali de Hispania (éste era el título que se arrogaba Musa), a no conspirar con sus enemigos, a pagar un tributo anual por cada uno de sus súbditos cristianos; a cambio les serían respetados sus dominios y la libertad de sus súbditos, los cuales no podrían ser violentados en su religión, ni quemadas sus iglesias. Estos acuerdos se extendieron también a los magnates que, aun sin el título de conde, gobernaban de hecho sobre extensos territorios en los que no había ninguna ciudad importante, y a algunos duques, a todos los cuales debieron entregarse las propiedades de los magnates partidarios de Rodrigo. Una parte de las tierras reales visigodas, que eran muy extensas, serían entregadas a los participantes en las expediciones (los que ya estaban en Hispania y los que llegaran en el futuro), excepto una quinta parte que quedaría para el califa.
Musa no estableció ninguna modificación en los impuestos, los cuales seguirían recaudándose en igual forma que hasta entonces, pero su importe pasaría a poder del wali árabe de Hispania, el cual remitiría un quinto de su importe al Califa. Las convenciones mejoraban la posición de la nobleza, que además de mantener sus posesiones, con seguridad lograrían sin duda evitar algunos impuestos. Se cree que a los humildes se les rebajaron los impuestos, lo que provocó una mejora de su situación y la legislación antijudía desapareció.
Una vez asegurada la capitulación de Mérida, Musa se encontró con Tariq en Talavera, junto al cual seguiría avanzando hacia el norte. En la primavera del 714 avanzaron hacia Zaragoza, desde donde Tariq se dirigió a Soria y Palencia, para penetrar en Asturias, donde alcanzó el mar Cantábrico en Gijón. Por su parte, Musa ocupaba Logroño, León y Astorga, fijando provisionalmente los límites de la conquista en el valle del Ebro. En verano de 714 fueron llamados por el Califa de Damasco, mientras que el hijo de Musa, Abd-al-Aziz, permaneció en Sevilla, primera capital de al-Ándalus, como wali. Bajo su mandato se completó la conquista de la zona oriental y se consolidaron las posesiones de Évora, Santarém y Coímbra.
En 717 Abd al-Aziz ibn Musa era asesinado, abriéndose así un periodo de graves turbulencias en al-Ándalus que se extendería durante cuarenta años. Ese mismo año la capital se instaló en Córdoba y entre ese año y el 719 capitularon Pamplona, Huesca y Barcelona, lo que obligó a los hispanogodos resistentes a refugiarse en las montañas del Cantábrico o el Pirineo o emigrar a la zona de Narbona. Aunque Narbona cayó en el año 720, los musulmanes no lograron penetrar en el reino franco merovingio por Aquitania, Provenza, Borgoña o Gascuña y, a pesar de que prosiguieron las expediciones musulmanas, éstas fueron definitivamente paralizadas en el 732 en Vouillé (Francia) en la batalla de Poitiers.
La constante conflictividad interna de al-Ándalus propició asimismo la consolidación de un movimiento insurreccional en la costa del Cantábrico, surgido de la victoria de Don Pelayo en la batalla de Covadonga el 718, y sobre el cual se edificaría durante la primera mitad del siglo el Reino de Asturias, al que seguiría más tarde la formación de otros núcleos en la zona oriental.

#### Formación del estado andalusí (711-756)
En el año 711 tropas musulmanas, compuestas por árabes y bereberes, cruzaron el estrecho de Gibraltar dirigidos por Tariq, lugarteniente del gobernador del Norte de África, Musa ibn Nusayr. En principio Tariq se atrincheró en el peñón que recibiría después su nombre Chabal Tariq, (Gibraltar), a la espera de la llegada del grueso de sus tropas. Solo entonces inició su ofensiva con la toma de Carteya (Cádiz), después de lo cual se dirigió al oeste e instaló su base de operaciones en Al-Yazirat Al-Jadra, (en árabe: الجزيرة الخضراء) lo que hoy es Algeciras.
En ese mismo año Tariq vence a los visigodos en la trascendental batalla de Guadalete, y tras dar remate a lo que quedaba del ejército rival en Écija emprende una rápida conquista, primero en dirección a Toletum (Toledo), y posteriormente hacia Caesar Augusta (Zaragoza). Hacia el 718, la península ibérica, salvo las zonas montañosas del norte habitadas por Vascones, Cántabros y Astures, estaban en manos de los generales del califa Walid I; Táriq ibn Ziyad y Musa ibn Nusair.
Desde 716 la península fue dirigida desde Qurtuba (Córdoba) por un wali (gobernador) nombrado por el califa de Damasco. Los primeros gobernadores aparte de organizar el estado islámico y asentar a inmigrantes árabes, sirios y sobre todo bereberes, llevaron a cabo expediciones contra el reino franco hasta que después de la batalla de Poitiers en el 732, los francos emprendieron diversas campañas que expulsaron a los musulmanes de las tierras situadas al norte de los Pirineos hacia el 759.
En las tierras ocupadas por el islam, los musulmanes respetaron a la población cristiana y judía, por pertenecer a una de las religiones abrahámicas, que los dotaba de un estatus determinado. Este establecía que, aunque no formaran parte de la umma, comunidad islámica, quedarían protegidos, tendrían sus jueces y conservarían sus ritos. Estas circunstancias motivaron una política de pactos de capitulación donde muchos aristócratas visigodos pudieron conservar propiedades e incluso cierto grado de poder mediante nuevas fórmulas, como es el caso de Teodomiro (en árabe: تدمير Tūdmir), gobernador de la provincia Provincia Carthaginense, que tras un acuerdo gobernó a título de rey un territorio cristiano visigodo autónomo dentro de al-Ándalus, denominado kora de Tudmir.
Este hecho, unido a que una parte de la población, cristianos unitarios y hebreos sobre todo, vieran con buenos ojos el nuevo poder musulmán que los libraba de la dura opresión que los visigodos habían ejercido contra ellos, podría explicar la rapidez de la conquista.
La composición social de al-Ándalus fue muy compleja y varió a lo largo de su historia; por un lado se encuentran los que pertenecían a la comunidad islámica, Umma, que se dividían en libres y esclavos y étnicamente en árabes, sirios, bereberes, muladíes (cristianos conversos al islam y sus descendientes) saqalibas (de origen eslavo y que podían ser esclavos o libres), y también esclavos provenientes de África, aunque estos nunca llegaron a constituirse como un grupo social diferenciado. Entre los que no pertenecían a la Umma estaban los judíos y los mozárabes (cristianos de al-Ándalus).
En el año 750, en Damasco, la familia de los Abasíes desplaza a los Omeyas del poder, matando a todos sus miembros excepto a Abd al-Rahman I —también conocido como Abderramán—, y trasladan el poder a Bagdad.

#### Emirato de Córdoba (756-929)
En 756 Abd al-Rahman huye a la península ibérica y consigue que esta se separe del poder de Bagdad, haciendo que Córdoba se convirtiera en un emirato independiente. En la segunda mitad del siglo IX se erige la alcazaba de Majerit como defensa de Toledo.
La creación de los reinos de Asturias y de Pamplona, y de diversos condados en la zona pirenaica por parte de los francos, a finales del siglo VIII y primeros años del IX representó la primera reducción del territorio de al-Ándalus. Hasta el XI, las fronteras entre al-Ándalus y los estados cristianos del norte experimentaron pocas variaciones aunque la lucha entre ellos fue frecuente.
El estado andalusí estaba dirigido por visires (ministros) bajo la dirección del hagib, el de más rango de ellos. También se formó un ejército profesional compuesto por mercenarios.

#### Califato de Córdoba

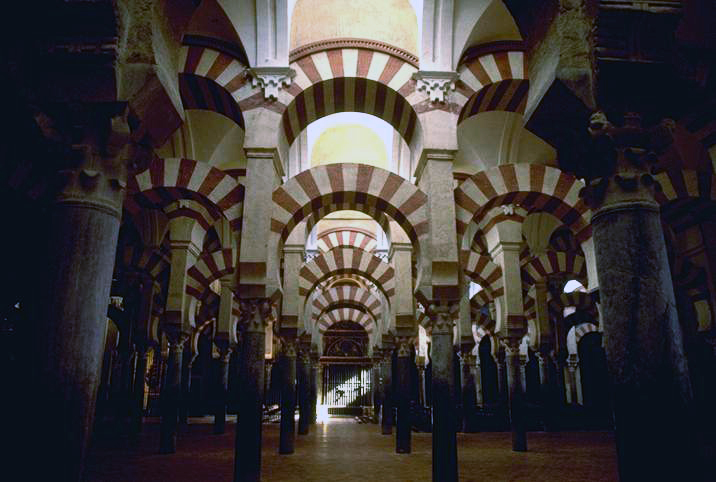
Interior de la Gran Mezquita de Córdoba, actualmente catedral cristiana. Uno de los mejores ejemplos de arquitectura islámica iniciada por la dinastía de los omeyas.

A comienzos del año 929 (final del año 316 de la hégira), el emir Abd al-Rahman III proclama el Califato de Córdoba, y se nombra a sí mismo emir al-Muminin (príncipe de los creyentes), lo cual le otorga, además del poder terrenal, el poder espiritual sobre la umma (comunidad de creyentes), de este modo se convirtió en el primer califa independiente de la península. Por otra parte, la naturaleza misma del poder dinástico cambió a causa de este acontecimiento, y el alcance histórico, reconocimiento y adhesión del pueblo a los califas de al-Ándalus fue inmenso.
Este importante acontecimiento histórico encuentra sus fundamentos en la victoria definitiva que el poder cordobés había logrado unos meses antes sobre la interminable revuelta de Omar Ben Hafsún con la toma de Bobastro en enero del 928. Así mismo, se logró el restablecimiento de la autoridad del poder central de Córdoba sobre la mayor parte del territorio y la rendición de las últimas disidencias como la de Badajoz y de Toledo.
La relación con los reinos vecinos fue tensa; por una parte se encontraba el Califato fatimí en las fronteras cordobesas del norte de África; en el año 931, las tropas andalusíes entraron en Ceuta, donde se levantaron fortificaciones importantes. Desde entonces se establecieron tanto en Ceuta como en Melilla guarniciones andalusíes con carácter permanente. El Califato omeya desplegó grandes esfuerzos para contener lo mejor posible el avance fatimí, siguiendo en su política de alianzas con las tribus Magrawa-Zanata del Magreb occidental, hostiles a los Sanhaya del centro que sostenían el poder fatimí.
Por el norte se encontraban los reinos cristianos que seguían con sus incursiones en territorio andalusí aprovechando cualquier debilidad del emirato cordobés. En el 932 Ramiro II atacó Madrid y derrotó a un ejército musulmán en Osma en el 933. Aliándose con el poderoso gobernador tuyibí de Zaragoza. Abd al-Rahman III intentó restablecer la situación del lado cristiano organizando una campaña contra el reino de León para restablecer la supremacía musulmana sobre la frontera del Duero. Abd-el-Rahman no alcanzó su objetivo y sufrió una derrota en la batalla de Simancas, seguida de otra en el barranco de Alhándega, aunque estas derrotas no tuvieron, de hecho, graves consecuencias territoriales porque igualmente se consiguieron otras victorias de importancia, los problemas internos paralizaron León y porque el poder cordobés, con su tenacidad, logró mantener una presión lo suficientemente fuerte sobre la frontera, y desplegó un gran esfuerzo para protegerla, edificando nuevas defensas y fortificando las ya existentes.
Cuando llega al poder Al-Hakam II el Califato cordobés se encuentra consolidado tanto en el norte de la Península, con los reinos cristianos bajo vasallaje, como en el Magreb occidental, controlado por el Califato cordobés, bien mediante sus propias tropas, bien por medio de tribus aliadas o sometidas.
A su muerte, Al-Hakam II dejó el trono cordobés a un muchacho de once años sin ninguna experiencia política llamado Hisham. Este joven califa contaba con el apoyo de su madre la concubina Subh de Navarra y el ministro Al-Musafi, además de la de un hombre llamado Abi Amir Muhammad, futuro al-Mansur (Almanzor para los cristianos), que mediante intrigas y movimientos políticos va ascendiendo en el poder hasta hacerse con el poder absoluto. Al-Mansur puso en marcha un programa de reformas en la administración civil y militar y supo atraerse a las clases populares con una política de intensa actividad militar contra los cristianos del norte.
Al-Mansur inició una serie de campañas o algaradas que se adentraron en territorio cristiano, llegando hasta Santiago, Pamplona, etc. Esta política provocó que los reinos cristianos crearan una coalición contra al-Ándalus.

#### Fases posteriores
Finalmente en 1031, se produce la desmembración del Califato en reinos de taifas.
Entre los años 718 y 1230 se forman los principales núcleos cristianos en la península en los reinos de Castilla, Portugal, Navarra y la Corona de Aragón.
En el siglo XIII, se produce un gran avance cristiano gracias a la victoria en la batalla de las Navas de Tolosa (1212) que provoca que el poderoso Imperio almohade entre en decadencia, aprovechando las monarquías cristianas para conquistar grandes territorios y arrasar las principales ciudades, hasta quedar solo el Reino nazarí de Granada como último reducto musulmán en la península, mientras la corona de Aragón inicia una política de expansión por el Mediterráneo y se confirma la unión de Castilla con el Reino de León. En 1415 se reconquista Ceuta por los portugueses.
La Reconquista de la península finaliza en 1492 con la toma de Granada por parte de los Reyes Católicos, que anexionan el Reino de Granada a la Corona de Castilla. En este mismo año se produce la expulsión de los judíos y el descubrimiento de América, en nombre de Castilla, por Cristóbal Colón. En 1497 se incorpora Melilla, que estaba abandonada.

### Edad Contemporánea

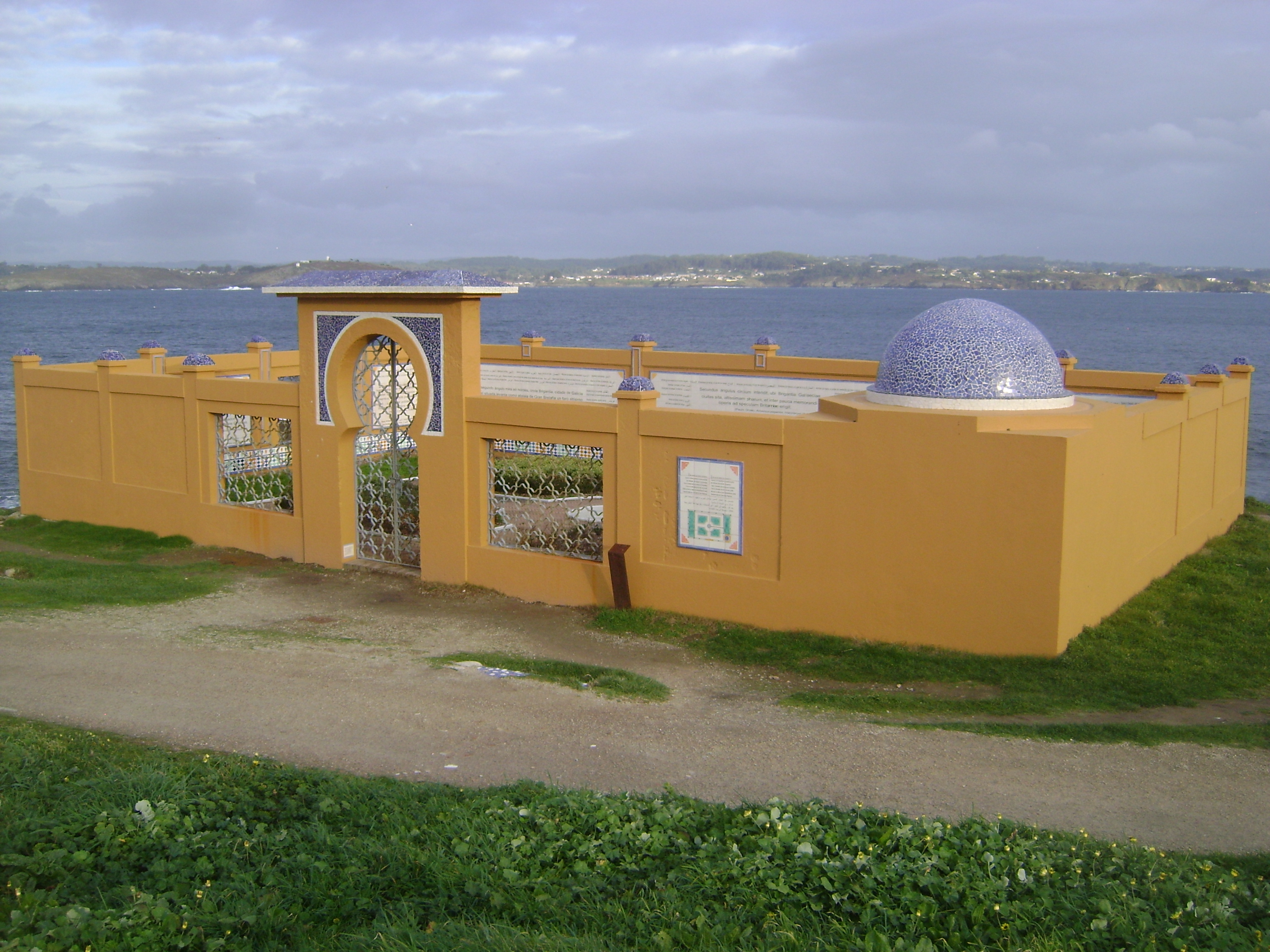
Antiguo cementerio musulmán en La Coruña, donde fueron enterrados los combatientes moros del bando franquista.

La primera comunidad musulmana que hizo proselitismo en la península ibérica en la Edad Contemporánea, fue la Yamaat Ahmad´a del Islam. La Comunidad Ahmadía fue fundada por Mirza Ghulam Ahmad en el Punjab (hoy India) en 1889. Poco después de la muerte de su fundador, sus seguidores se separaron en dos comunidades: la Yamaat Ahmadía del Islam (AMJ) y el Movimiento Ahmadía de Lahore (AAIIL). La primera es hoy la mayoritaria, y es la que llega a España. Desde sus inicios, esta confesión religiosa, se caracterizó por su carácter misionero, copiando las misiones cristianas, lo que explica que algunas de las primeras mezquitas de Occidente sean suyas, como la de Berlín (construida por la AAILL) la primera de Alemania, que fue construida en 1928.
El primer misionero ahmadía eligió muy mal momento para venir a España. Malik Mohammad Sharif llegó a España en 1936 y fue evacuado por la embajada británica poco después, al iniciarse la Guerra Civil. Por ello, la AMJ considera que su primer misionero en España fue Karam Ilahi Zafar, que llegó en 1946. Para subsistir y mantener su actividad, vendió perfumes artesanales. Se convirtió en un personaje muy conocido en el Rastro de Madrid, donde acudía semanalmente. La comunidad creada por Karam Ilahi Zafar, tuvo un oratorio en la calle Relatores de Madrid, que posteriormente fue sustituida por un sótano propiedad de uno de los primeros conversos: Abdurrahman Clemente. 
La Comunidad Ahmadía fue la primera entidad musulmana de ámbito nacional, que se inscribió en el Registro de Entidades Religiosas, el 25/9/1970. En 1980 la Comunidad logró abrir una mezquita en Pedro Abad, Córdoba, que fue financiada con donaciones británicas, y tuvo el apoyo del Ayuntamiento. La primera piedra fue puesta el 9 de octubre de 1980 por su tercer califa, que acuñó para la ocasión la frase "Amor para todos, odio para nadie". El 10 de septiembre de 1982, el cuarto califa ahmadía, inauguró la mezquita. No fue la primera mezquita de España, pues había mezquitas en Ceuta y Melilla, ni la primera de la Península, pues había sido inaugurada con anterioridad la de Marbella.
En ese momento, la Comunidad tenía un centenar de miembros en España, y en Córdoba eran doce. En cuanto al primer misionero, fue trasladado de Madrid a Granada, y después a Portugal. Murió en 1992 y está enterrado en Pedro Abad.
En agosto de 2025, Jumilla, por medio de su Ayuntamiento gobernado por Partido Popular y Vox, se convirtió en el primer municipio español en vetar los ritos islámicos. Con anterioridad, 2019, ambos partidos políticos ya habían retirado un busto de Abderramán III en Cadrete.

## Demografía
Según los datos del Informe Anual del Observatorio Andalusí correspondiente a 2006, vivían en esa fecha 1 080 478 musulmanes en España; equivalente al 2,41 % de la población total. El censo publicado en 2015 por la Unión de Comunidades Islámicas de España (UCIDE) da la cifra de 1 858 409 musulmanes residentes en España, equivalente al 3,97 % de la población total. 

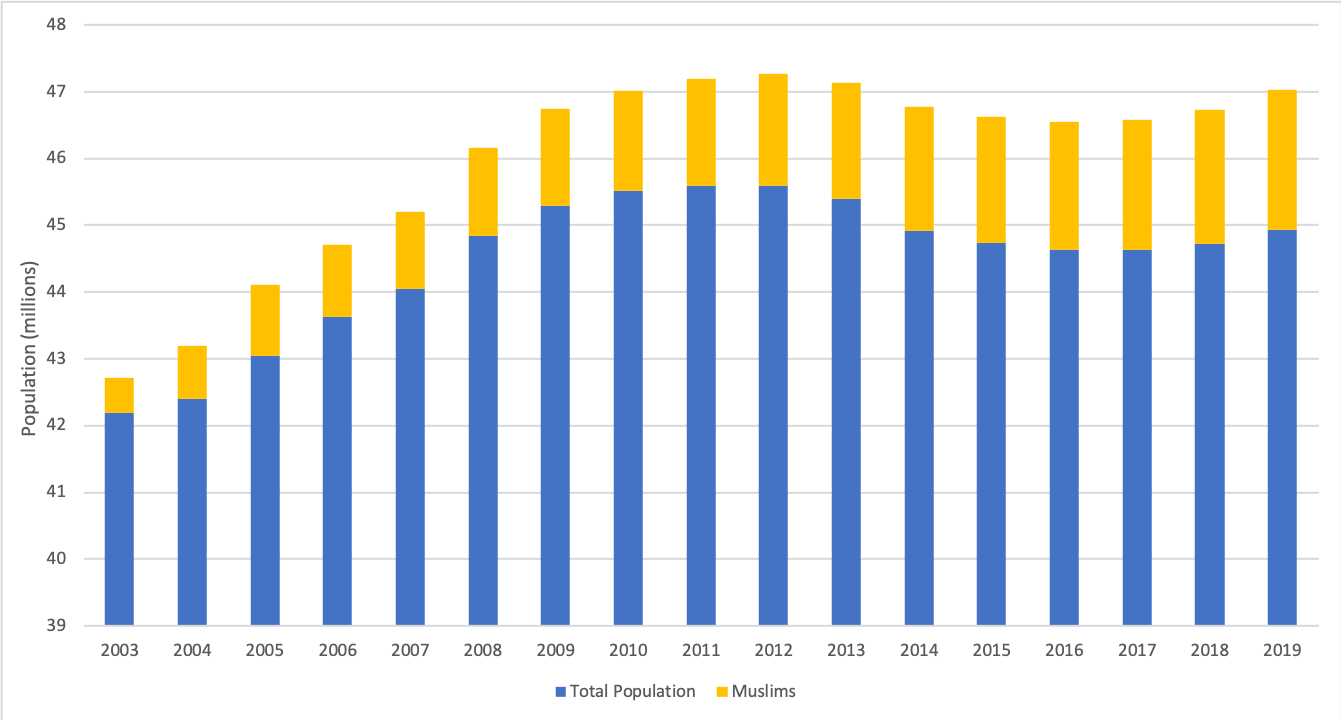
Evolución de la población musulmana en España en relación con la población total 2003-2019. Obsérvese que el suelo de la gráfica está en los 39 millones de habitantes y por tanto solo hace referencia al resto de la población.

No obstante, dichos cálculos no son oficiales ni contrastados y suelen ser excesivamente optimistas. Es así porque no tienen en cuenta a las personas de origen musulmán, pero que no siguen la religión, o a aquellas personas que participan culturalmente del islam, pero no son creyentes ni siguen la mayoría de sus normas. El INE estima en 2021 en un 2,7% el porcentaje de creyentes en otras religiones diferentes a la católica, lo cual sitúa al islam en torno al 2% (véase el artículo Religión en España).
En el año 2019 el número de musulmanes alcanzó 2 091 656, suponiendo así el 4,45 % de la población total.Cataluña, Madrid, Andalucía, Comunidad Valenciana, Murcia y Canarias son las comunidades autónomas que cuentan con mayor población musulmana en números absolutos. Sin embargo, los porcentajes más altos de población musulmana respecto a la población total de la comunidad, los encontramos en las ciudades de Melilla (con un 51,98 %) y Ceuta (con un 43,43 %). También destacan la Región de Murcia (7,53 %), Cataluña (7,35 %) y La Rioja (6,14 %).
| Comunidad autónoma   | Población musulmana |
| -------------------- | ------------------- |
| Cataluña             | 564 055             |
| Andalucía            | 341 069             |
| Madrid               | 299 311             |
| Comunidad Valenciana | 221 355             |
| Murcia               | 112 527             |
| Canarias             | 75 662              |
| Castilla-La Mancha   | 69 914              |
| País Vasco           | 62 466              |
| Aragón               | 59 821              |
| Baleares             | 59 418              |
| Melilla              | 44 958              |
| Castilla y León      | 41 275              |
| Ceuta                | 36 822              |
| Navarra              | 29 563              |
| Galicia              | 19 975              |
| Extremadura          | 19 858              |
| La Rioja             | 19 462              |
| Asturias             | 8623                |
| Cantabria            | 5526                |
| España               | 2.091.656           |

Los musulmanes residentes en España proceden, sobre todo, de El Magreb (Marruecos y Argelia), de países subsaharianos (Senegal), de Oriente Próximo y de países asiáticos como Pakistán y Bangladés; en cualquier caso, el grupo más numeroso está constituido por musulmanes procedentes de Marruecos.
Según la Unión de Comunidades Islámicas de España (UCIDE), a fecha de 2014, España contaría con 400 286 descendientes de musulmanes inmigrantes.
Un grupo minoritario, pero muy activo socialmente, lo constituyen los musulmanes de origen saharaui, que cuentan con una oficina del Frente Polisario en Madrid y asociaciones propias, además de recibir la colaboración de numerosas asociaciones españolas de apoyo.

## Organizaciones islámicas

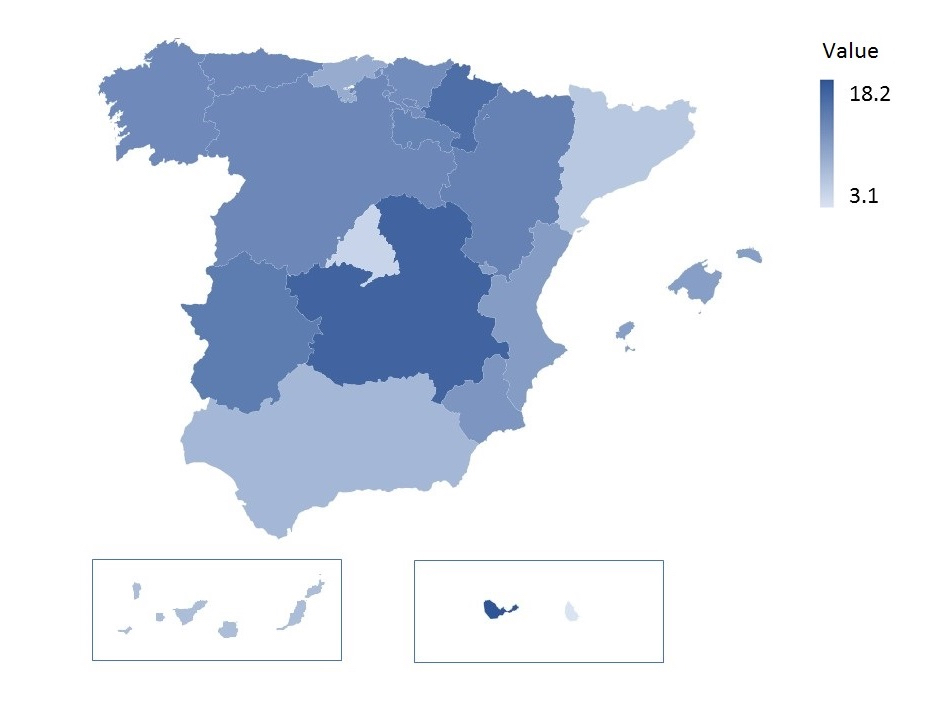
Distribución de entidades religiosas islámicas por cada habitantes musulmanes en 2019

Aunque ya a partir de la Ley de Libertad Religiosa de 1967 se empezaron a crear entidades musulmanas, la proliferación de dichas organizaciones surgió a raíz de los acuerdos de Cooperación entre el Estado y la Comisión Islámica de España en 1992 junto con el auge de procesos migratorios. En esos acuerdos se estipularon una serie de derechos para aquellas entidades religiosas que estuvieran inscritas en el Registro de Entidades Religiosas del Ministerio de Justicia, así como para los musulmanes residentes en España. En 2019, estaban inscritas en el Registro 29 Federaciones islámicas, 1704 comunidades y 21 asociaciones. Un total de 365 entidades religiosas permanecen fuera de la Comisión Islámica de España.

## Acuerdos de Cooperación entre el Estado y la Comisión Islámica de España
El acuerdo firmado en 1992 entre el Ministerio de Justicia, representando al Estado español, y la Comisión Islámica de España, como único interlocutor de las comunidades musulmanas, otorga una serie de derechos equivalentes a los de la Iglesia Católica, aunque no tienen rango de tratado internacional y no disponen de una financiación directa. Los temas principales del acuerdo hacen referencia a asuntos jurídicos (artículos 1 y 6), a lugares de culto (artículo 2), a Imames (artículos 3,4 y 5), al matrimonio y festividades (artículos 6 y 12), a la asistencia religiosa (artículos 8 y 9), a la educación religiosa (artículo 10), a los beneficios fiscales (artículo 11), al patrimonio cultural y artístico (artículo 12) y a los productos halal (artículo 13).

## Polémicas relacionadas con el culto islámico

### Apertura de mezquitas

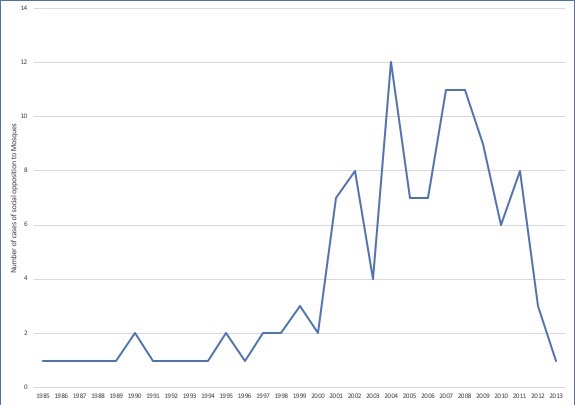
Oposición social a la apertura de mezquitas en España 1985-2013

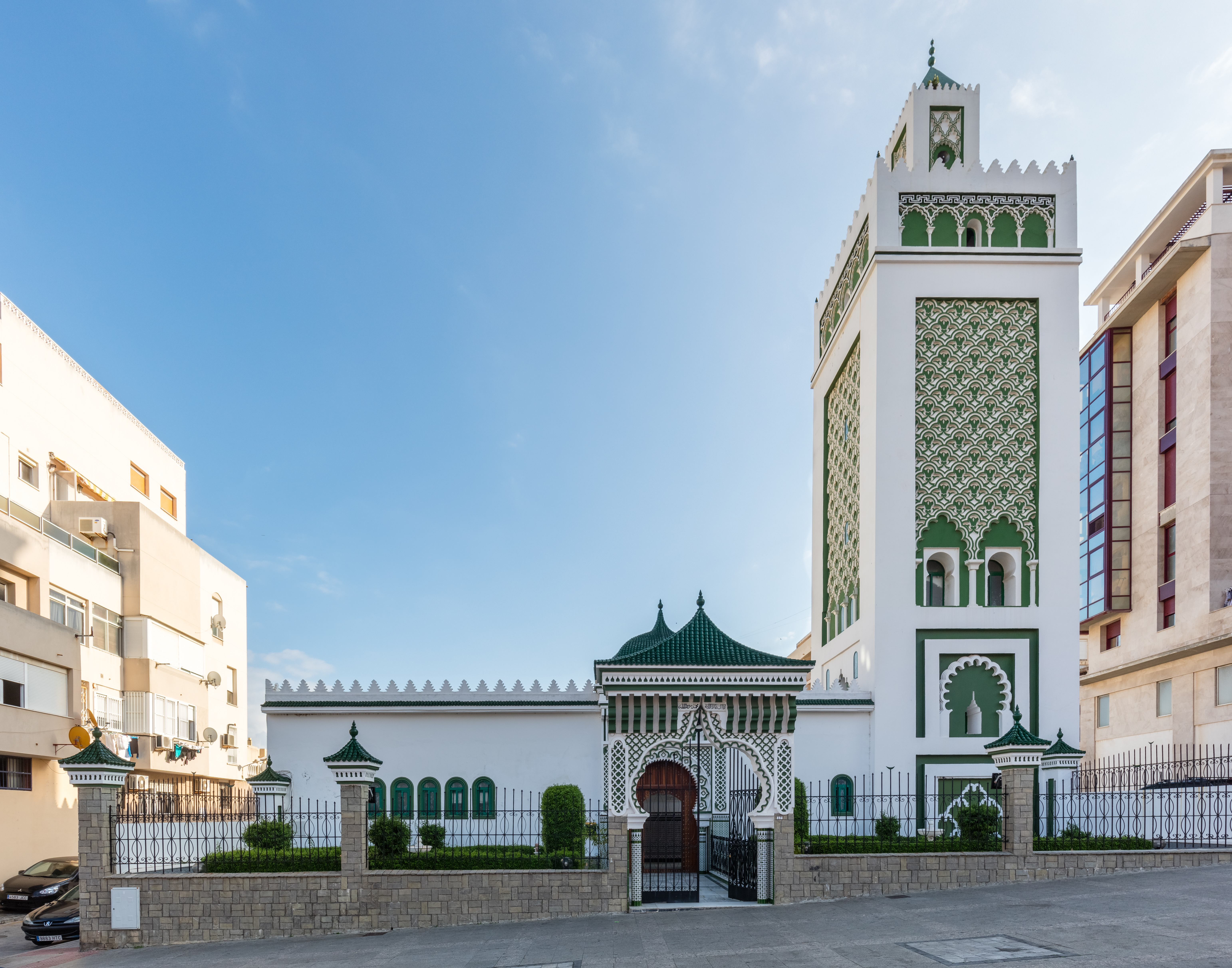
Mezquita Muley El-Mehdi en Ceuta

En España hay un total de 13 mezquitas grandes en las ciudades de Madrid (2), Valencia (1), Córdoba (2), Granada (1), Ceuta (2), Melilla (2), Fuengirola (1), Marbella (1) y Málaga (1). En la práctica, las comunidades musulmanas locales abren sus lugares de culto (pequeños oratorios) en bajos comerciales, garajes o apartamentos privados. 
En el transcurso de la España democrática, ha habido movimientos vecinales en contra de la apertura de oratorios y mezquitas. En un estudio de Avi Astor del año 2016, se reportaron 74 casos de oposición vecinal desde 1985 hasta 2013 en toda España. La comunidad autónoma con más casos es Cataluña con un total de 41.

### Uso del velo
Al igual que en otros países de Europa, en España se han suscitado situaciones polémicas en relación con alguna indumentaria islámica, o simplemente magrebí, concretamente sobre el uso del velo en los centros escolares. Ha habido casos de niñas o adolescentes que se negaron a acudir a la escuela sin cubrirse la cabeza con un pañuelo o hiyab, lo que en ocasiones ha acarreado la expulsión y la necesidad de buscar otros colegios que sí admitiesen el velo. Estas actuaciones han suscitado diversas polémicas. Se ha aducido el hecho de que a las monjas se les permite llevar la cabeza cubierta. En algunos casos se han presentado recursos o han intervenido las autoridades.
La organización Amnistía Internacional se ha pronunciado contra la prohibición del velo islámico en relación con estas polémicas en España (al igual que se ha pronunciado en relación con otros países). Esteban Beltrán, director de dicha organización en España declaró: «La forma en que deciden vestirse las personas puede ser una expresión importante de su identidad o creencias religiosas, culturales y personales; y es un derecho individual que no puede restringirse de forma arbitraria.».
Sin embargo, la prenda en cuestión sigue estigmatizada por su relación con la opresión machista, notablemente por tratarse de un requisito para muchas mujeres, a veces forzadas por su ambiente familiar a llevarlo desde la adolescencia. Este hecho se percibe como una desigualdad, especialmente porque las normas de vestimenta para las mujeres musulmanas suelen ser más estrictas que para los hombres. No obstante, también existen códigos de pudor para los hombres, que en principio deben cubrir la zona entre el ombligo y las rodillas y evitar mostrar el torso en público. Aun así, en la práctica, los hombres pueden gozar de mayor flexibilidad social en contextos como la playa, lo que a veces genera críticas por el doble estándar.
Al igual que en otros países de Europa, en España hubo un debate sobre la regulación del uso del velo integral (tanto el burka como el niqab) en espacios públicos por considerar que atenta contra la seguridad ciudadana, además de constituir una discriminación específica contra la mujer. En este sentido, el Senado aprobó una moción instando al Gobierno a prohibir el velo integral en todos los espacios públicos, incluida la calle. Varios ayuntamientos, como los de Barcelona, Tarragona, Lérida y Coín, han prohibido el uso del velo integral en las instalaciones municipales.

## Fundamentalismo islámico en España

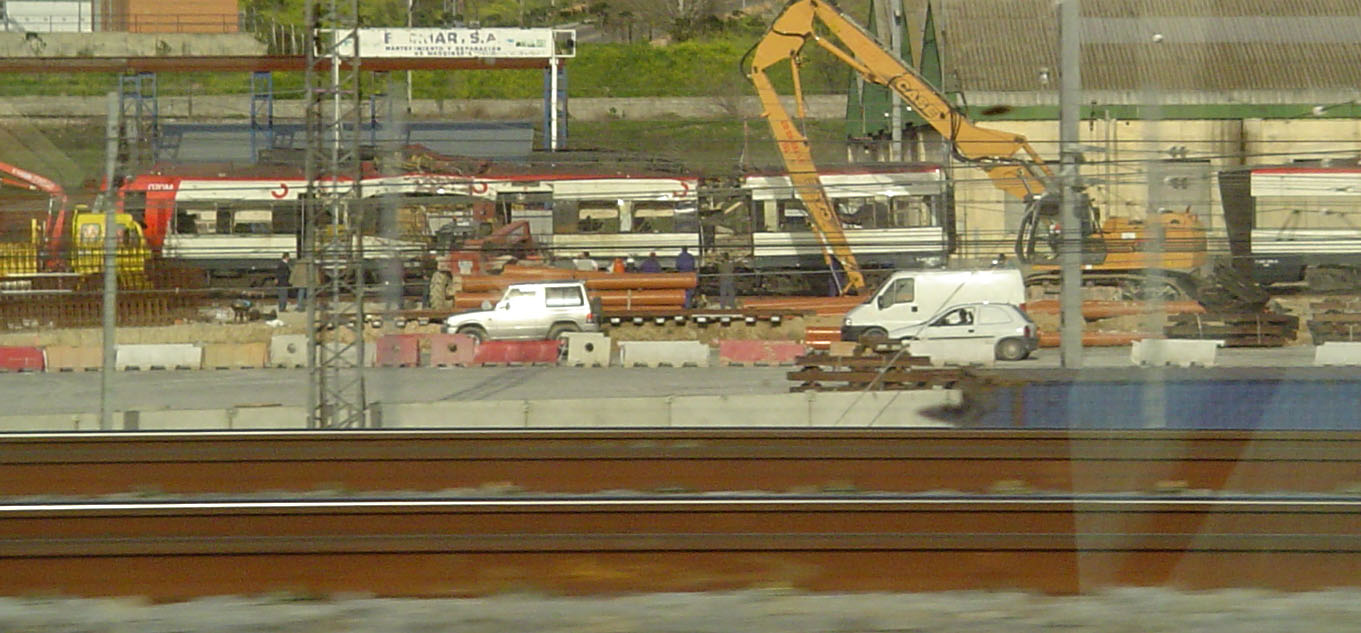
Restos tras los atentados del 11-M de 2004 en Madrid, que provocaron 193 muertes.

El terrorismo yihadista en España son los actos terroristas cometidos en España por grupos yihadistas. España es objetivo de la yihad global promovida por Al Qaeda y por el autollamado Estado Islámico. 
Hoy en día hay numeroso colegios de la umma que incorporan en los mapas de Dar al-Islam al al-Ándalus medieval. Uno de los objetivos del terrorismo yihadista es recuperar todos los territorios que fueron islámicos. Y ha habido menciones especiales a España por parte de Osama bin Laden y Al-Qaeda sobre la recuperación de al-Ándalus.
Los atentados del 11 de marzo de 2004, también conocidos como 11-M, fueron una serie de atentados terroristas en cuatro trenes de la red de Cercanías de Madrid. La sentencia de la Audiencia Nacional atribuyó su autoría a miembros de células o grupos terroristas yihadistas. No fue el primer atentado de corte islamista perpetrado en España; con anterioridad se produjo el atentado islamista del restaurante "El Descanso", en 1985, que dejó 18 muertos.
Según la encuesta sobre la inmigración musulmana en España realizada por Metroscopia en 2009, por encargo de los Ministerios de Justicia, Interior y Trabajo, entre el 4 % y el 5 % de la población musulmana encuestada expresa opiniones radicales.

## Lista de entidades culturales musulmanas en España
- Comisión Islámica de España
- Federación Española de Entidades Religiosas Islámicas
- Unión de Comunidades Islámicas de España
- Unión de Mujeres Musulmanas de España
- Yama'a Islámica de al-Ándalus

## Entidades religiosas musulmanas en España
- Comisión Islámica de España
- Unión de Comunidades Islámicas de España
- Junta Islámica de España
- Comunidad Ahmadía[46]
- Junta Islámica Catalana
- Federación FECOM Castilla-La Mancha
- Federación Musulmana de España
- Federación Islámica de Canarias